# 米格爾切卡區
米格爾切卡區（西班牙語：Distrito de Miguel Checa），是秘魯的一個區，位於該國西北部皮烏拉大區的蘇亞納省，始建於1950年11月10日，面積450.3平方公里，海拔高度70米，2005年人口7,209，人口密度每平方公里16人。
4°54′08″S 80°48′55″W / 4.9022°S 80.8154°W